# Froilán Maldonado Monje
Froilán Maldonado Monje (Villapún, Santervás de la Vega, Palència, Castella i Lleó, 2 d'octubre de 1956) és un exfutbolista professional espanyol de la dècada de 1980 que jugava de defensa. Va jugar a Primera Divisió amb el RCD Espanyol.

## Clubs
| Club                   | Anys        | Categoria           |
| ---------------------- | ----------- | ------------------- |
| CD Mirandés            | 1980        | Segona B            |
| Palencia CF            | 1980-1983   | Segona A / Segona B |
| RCD Espanyol           | 1983 - 1986 | Primera Divisió     |
| Deportivo de la Coruña | 1986 - 1987 | Segona A            |
| UE Figueres            | 1987 - 1990 | Segona A            |
| Girona FC              | 1990 - 1991 | Segona B            |